# Гачечиладзе, Илья Захариевич
Илья Захариевич Гачечиладзе (1901 год, село Алаверди, Шорапанский уезд, Кутаисская губерния, Российская империя — неизвестно, село Алаверди, Зестафонский район, Грузинская ССР) — звеньевой колхоза имени Микояна Зестафонского района, Грузинская ССР. Герой Социалистического Труда (1949).

## Биография
Родился в 1901 году в селе Алаверди Шорапанского уезда. С раннего возраста трудился в личном сельском хозяйстве. Во время коллективизации вступил в колхоз имени Микояна (позднее — колхоз села Алаверди) Зестафонского района. В послевоенное время был назначен звеньевым виноградарей в этом же колхозе.
В 1948 году звено под его руководством собрало в среднем с каждого гектара по 76 центнеров винограда на участке площадью 3 гектара. Указом Президиума Верховного Совета СССР от 9 августа 1949 года удостоен звания Героя Социалистического Труда за «получение высоких урожаев винограда в 1948 году» с вручением ордена Ленина и золотой медали «Серп и Молот» (№ 4357).
Этим же Указом званием Героя Социалистического Труда были также награждены труженики колхоза имени Микояна Зестафонского района Ведий Георгиевич Квантришвили, Георгий Архипович Квантришвили, Григорий Гедеонович Квантришвили, Николай Афрасионович Квантришвили, Карл Синоевич Сирадзе, Пётр Леванович Квантришвили и Евгений Ермолаевич Чанкветадзе.
В 1969 году избирался делегатом 3-го съезда Всесоюзного съезда колхозников.
Проживал в родном селе Алаверди Зестафонского района. Дата смерти не установлена.